# Công giáo tại Cuba
Cộng đồng Công giáo tại Cuba là một bộ phận của Giáo hội Công giáo Rôma, dưới sự lãnh đạo tinh thần của giáo hoàng. Giống như những quốc gia Mỹ Latinh khác, Cuba có truyền thống Công giáo vì trải qua thời kỳ thực dân Tây Ban Nha. Tuy nhiên, sau khi Fidel Castro lên nắm quyền vào năm 1959, ông đã áp đặt các hạn chế về hoạt động tôn giáo như lễ Giáng sinh, và vào năm 1962, thành viên Giáo hội Công giáo bị cấm gia nhập Đảng Cộng sản Cuba.
Khi Chiến tranh Lạnh kết thúc, những hạn chế đó đã được dỡ bỏ và các nguyên tắc vô thần nêu trong Hiến pháp Cuba cũng được xóa bỏ khiến cho người Công giáo nước này đã có thể công khai gia nhập Đảng Cộng sản từ năm 1990. Năm 1998, Giáo hoàng Gioan Phaolô II đã thực hiện một chuyến viếng thăm chính thức Cuba và gặp gỡ mang tính cá nhân với lãnh đạo Fidel Castro. Các vị giáo hoàng kế nhiệm lần lượt đến thăm Cuba là Giáo hoàng Biển Đức XVI vào năm 2012 và Giáo hoàng Phanxicô vào năm 2015.
Hiện nay, Cuba có số dân 11,2 triệu người, trong đó có khoảng 60% Kitô hữu (hầu hết là người Công giáo), nhưng chỉ có 357 linh mục cùng với 2.300 căn nhà được các tín hữu hiến tặng làm nơi cử hành phụng vụ vì không có nơi nào được gọi là nhà thờ.